# The Leader of His Flock
The Leader of His Flock è un cortometraggio muto del 1913 diretto da Herbert Brenon .

## Trama
King Baggot interpreta un giovane ministro con tendenze socialiste che non piacciono agli anziani della chiesa. È molto popolare tra i giovani. Una povera giovane donna della città viene abbandonata dal marito senza scrupoli che distrugge ogni traccia del loro matrimonio. Il loro bambino muore presto e il ministro chiama la madre per consolarla. Comincia a lasciare la città, ma cade esausta fuori dalla casa del ministro, dal quale viene accolta e le dà una casa insieme a lui stesso e sua madre. Gli anziani si oppongono e il ministro si dimette. Inizia il lavoro missionario nei bassifondi e la donna va con lui. Una notte il marito torna ubriaco e trasandato. Lui Cerca di rapinare un bar ed è inseguito dal proprietario e dalla polizia. Il ministro convince gli inseguitori a lasciare l'uomo con lui. Il marito e la moglie si incontrano, ma lei non avrà niente a che fare con lui. Fa una scenata e accusa il ministro di essere innamorato di sua moglie. Poi esce nella tempesta e viene ucciso da un fulmine. Il nuovo ministro della chiesa si rivela inadatto. Gli anziani mandano a chiamare il loro vecchio ministro. Ritorna nella sua chiesa a condizione che approvino il suo matrimonio con la donna che ha aiutato.

## Produzione
Il film fu prodotto dall'Independent Moving Pictures Co. of America (IMP).

## Distribuzione
Distribuito dall'Universal Film Manufacturing Company, il film uscì nelle sale cinematografiche USA il 17 aprile 1913.